# Distretto di Tės (Zavhan)
Il distretto di Tės è uno dei ventiquattro distretti (sum) in cui è suddivisa la provincia del Zavhan, in Mongolia. Conta una popolazione di 3.230 abitanti (censimento 2005). 